# Conducte d'aigües de Baetulo
El conducte d'aigües és una estructura subterrània de proveïment d'aigua d'època romana de l'antiga ciutat de Baetulo, ubicada a l'actual carrer d'en Pujol, al barri de Dalt de la Vila de la ciutat de Badalona. El conducte està museïtzat i gestionat pel Museu de Badalona, són visitables un total de 40 metres.

## Descripció
Es tracta d'un conducte, localitzat actualment al carrer d'en Pujol, que servia per portar l'aigua de les mines des de la serralada de Marina a la ciutat romana de Baetulo, per tal de proveir els habitatges, les fonts públiques i les termes.
La canalització coneguda té 92 m de llargada i una alçada de 1,50 m, dels quals 38 m estan en bon estat de conservació i visitables. Segons Padrós, circulava per sota d'un cardo paral·lel i proper a la riera d'en Matamoros, i s'han trobat altres conductes menors en el mateix tram. El paviment és d'opus signinum està inclinat cap al mar, mentre que les parets estan fetes de pedra unides amb calç. Està construït amb sistema de volta de canó, amb les mateixes característiques que als murs i amb un registre a la part central superior que servia per facilitar la neteja i el manteniment.

## Història
La conducció es va utilitzar en època de l'emperador Tiberi (14-37 dC), atès que el nivell que cobria l'estructura eren d'aquells anys. Es va deixar d'utilitzar a final de segle i, data que s'ha pogut documentar gràcies a la ceràmica que hi havia en el nivell de reompliment interior del conducte. Segona la teoria de Padrós, el conducte devia portar aigua potable del torrent de la Font, on tindria el seu inici, en una font o mina.
El conducte es va trobar en una excavació d'urgència de 1976, tot i que ja se'n coneixia un altre tram.

## Museïtzació
El conducte forma part del conjunt de jaciments arqueològics museïtzats de Baetulo i està gestionat pel Museu de Badalona. Es poden visitar un total de 40 m, sent l'únic construcció d'aquesta mena que és visitable a Catalunya. Habitualment només es pot visitar amb visites concertades o els dies de portes obertes, com la Nit dels Museus.